# M110 SASS
M110 SASS (Semi-Automatic Sniper System) là loại súng bắn tỉa bán tự động được phát triển bởi Reed Knight (một phần của công ty Knight's Armament) vào những năm 1990 dựa trên khẩu AR-10 nhưng cấu tạo và các linh kiện của súng 60% giống với khẩu AR-15. Súng được sử dụng bởi các lính bắn tỉa và lính thiện xạ trong lực lượng quân đội Hoa Kỳ cũng như nó được dự tính sẽ thay thế cho súng bắn tỉa M24. Việc dự tính này gây ra các tranh cãi mà một trong số đó tỏ ra nghi ngờ về độ chính xác của súng có bằng với M24 trong tầm xa. Nhưng công ty Knights Armament thì tuyên bố mẫu dân sự là SR-25 có độ chính xác là 0,5 MOA thì với mẫu quân sự có thể tốt hơn nữa với khả năng bắn nhanh trong khoảng cách 600 m hoặc hơn tùy thuộc vào môi trường và kỹ năng của xạ thủ.

## Thiết kế
M110 có cách hoạt động giống như AR-15 với cơ chế nạp đạn bằng khí nén trích khí trực tiếp với thoi nạp đạn xoay. Khí nén sẽ vào thẳng bộ khóa nòng bằng việc đi vào ống trích khí dẫn thẳng đến thoi nạp đạn, tại đó khí nén sẽ đi qua một van khí đẩy thoi nạp đạn làm nó xoay mở khóa và lùi về phía sau bắt đầu chu kỳ nạp đạn. Thoi nạp đạn có 7 móc khóa viên đạn cố định vào vị trí. Thân súng được chia làm hai phần trên và dưới được gắn với nhau bằng đinh ghim, cả hai đều được làm bằng hợp kim nhôm dùng trong công nghiệp hàng không. Nòng súng được gắn gần như tự do chỉ tiếp xúc với súng qua khoang chứa đạn và ống trích khí.
Hệ thống nhắm cơ bản của súng là ống nhắm, trên thân súng có thanh răng để gắn các loại ống nhắm phù hợp cũng như có điểm ruồi dự phòng với tầm nhắm 600 m. Không giống như mẫu dân sự SR-25, M110 có nòng súng tích hợp bộ phận chống chớp sáng có thể tháo ra để sử dụng ống hãm thanh tháo lắp nhanh chóng. M110 có thể gắn thêm chân chống chữ V để tiện cho việc chiến đấu. Báng súng không thể gấp lại nhưng có thể điều chỉnh chiều dài cho phù hợp với xạ thủ.